# جان کوتام (بازیکن فوتبال)
جان کوتام (انگلیسی: John Cottam؛ زادهٔ ۵ ژوئن ۱۹۵۰) بازیکن فوتبال اهل بریتانیا است.
از باشگاه‌هایی که در آن بازی کرده‌است می‌توان به باشگاه فوتبال ناتینگهام فارست، باشگاه فوتبال منزفیلد تاون، باشگاه فوتبال برتون آلبیون، باشگاه فوتبال متروپولیتان پلیس، باشگاه فوتبال لینکولن سیتی، و باشگاه فوتبال چسترفیلد اشاره کرد.